# 柠檬酸铅
柠檬酸铅是铅的柠檬酸盐，化学式为Pb3(C6H8O7)2。柠檬酸铅主要用作电子显微镜中重金属染色的增强剂。它会与锇和乙酸铀酰结合，增强许多细胞结构的对比度。它与二氧化碳强烈反应。